# Pucca
Pucca (kor. 뿌까 ['pˤukˤa]) – seria południowokoreańskich krótkometrażowych filmików stworzonych przez VOOZ Character System z użyciem technologii Macromedia Flash oraz film animowany wydany we współpracy z telewizją Jetix.

## Fabuła
Główną bohaterką jest tytułowa Pucca – córka właściciela chińskiej restauracji znajdującej się w wiosce Sooga. Protagonistka obdarzyła uczuciem trzynastoletniego chłopca o imieniu Garou (kor. 가루 ['garu]), który jest mistrzem ninja. Bohater zwykle nie odwzajemnia jej uczuć i za wszelką cenę stara się unikać dziewczyny.

## Postacie

### Główne
- Pucca (뿌까) – jedenastoletnia córka właściciela chińskiej restauracji w mieście Sooga. Często rozwozi zamówienia na czerwonym skuterze. Jej urodziny przypadają na 18 lipca. Jest adeptką kung-fu, posiadaczką tajemnych mocy ninja oraz twórczynią stylu tańca. Uwielbia rāmen i inne chińskie dania, ale najbardziej kocha Garu. W ciągu całej serii nie odzywa się ani słowem – używa tylko dźwięków naśladowczych. Ma nadludzkie zdolności: potrafi kopnąć kogoś na odległość kilku kilometrów, rozwija ogromne prędkości (szczególnie w pogoni za Garu). Wydaje się też być odporna na wszelkie choroby.
- Garu (가루) – trzynastoletni mistrz ninja, który ma brata o imieniu Gura (nie pojawia się na ekranie, jest o nim tylko mowa). Jego urodziny przypadają na 2 grudnia. Stara się rozwijać starożytną sztukę ninja, jednak z powodu miłości Pucci musi często wybierać między nią a tradycją. Podobnie jak Pucca, przez całą serię nie odzywa się ani słowem[3]. Bez zastanowienia zgodzi się na każdą wyprawę, która umożliwi zdobycie uznania. Mimo unikania dziewczyny lubi ją, a nawet kocha, lecz zwykle jej tego nie okazuje[4]. Nieustannie trenuje, więc nie ma czasu na amory, z tego też powodu nie lubi, kiedy Pucca wyraża swoją miłość do niego. Dlatego wykorzystałby każdy sposób, aby zapewnić sobie spokój.
- Abyo (아뵤) – przypomina bardzo Bruce'a Lee. Gagiem przewodnim z udziałem Abyo jest nieustanne rozrywanie przez niego własnej koszuli. Jest synem Bruce'a, komisarza policji w Soodze. Uwielbia nunczako. Nie zorientował się, że Ching jest w nim zakochana. W jednym z odcinków został nieumyślnie pocałowany przez Puccę, w kilku innych to Ching składała mu całusa.
- Ching (칭) – najlepsza przyjaciółka Pucci. W serialu animowanym jest ninją (zaś w filmikach, nie). Posiada kurczaka imieniem Won, który zwykle siedzi na jej głowie. Przestraszony znosi on magiczne jaja. Zakochana bez wzajemności w Abyo. Chciałaby zostać aktorką.
- Dumpling, Ho i Linguini (장뚱, 호오, 우어) – właściciele restauracji Guh-Ryong i opiekunowie Pucci. Gotują rāmen o wielu smakach, dzieląc się obowiązkami: Linguini formuje kluski, Dumpling sieka warzywa, a Ho odpala palniki kuchenki.
- Santa (산타클로스) – po raz pierwszy pojawia się w odcinku świątecznym, a następnie pokazuje, co robi w czasie wolnym. Uwielbia słodycze i jest gotów na wszystko, by je zdobyć[5]. Pojawia się w prawie każdym odcinku. Kiedyś był złym i potężnym ninja, ale postanowił się zmienić.

### Drugoplanowe
- Dada – pracuje jako pomoc kuchenna (zmywanie, sprzątanie) w restauracji opiekunów Pucci. Często się stresuje, przez co jest obiektem wypadków i powodem wielu konfliktów. Zakochany bez wzajemności w Ring-Ring.
- Policjant Bruce – ojciec Abyo, często goni go, gdy ten staje się „antyspołeczny”. Swoje wypowiedzi kończy słowem „odbiór”. Najlepszy przyjaciel Changa.
- Chang – przyjaciel Policjanta Bruce'a i ojciec Ching. Posiada salę gimnastyczną, gdzie szkoli dzieci w sztukach walki.
- Mio – kotek i partner Garu. Jest rasowym, doskonale wytresowanym pupilem, umiejącym robić różne niezwykłe rzeczy dla rodziny ninja. Zakochany w Yani (różowej, popularnej w mieście kotce Pucci)
- Yani – różowa i pociągająca kotka Pucci. Mio za nią szaleje.
- Ssoso – przyjaciel Pucci, Abyo i Ching. Ubiera się jak mnich i nienawidzi walczyć. Jest bardzo opanowany, udziela rad jak być spokojnym. Ma słaby wzrok, ale nosem potrafi wyczuć każde niebezpieczeństwo.
- Mistrz Soo – wysłannik Stwórcy sprawujący władzę nad wioską Sooga. Ze swej świątyni kontroluje pory roku w wiosce, może przemienić dzień w noc i odwrotnie. Jest trochę zrzędliwy, ale ma dobry charakter. Pojawia się w prawie każdym odcinku.
- Dziewice (Maidens) – pomocnice Mistrza Soo. Mieszkają w jego rezydencji. Nigdy nie można, zliczyć ile ich jest.
- Uśmiechnięte Ludziki (Smiley People) – są to maleńkie różowe i niebieskie ludziki, które budują i reperują w okamgnieniu dowolny budynek. Uwielbiają oglądać filmy i dlatego spotykane są najczęściej w kinie.
- Hai-Tais – dwa kamienne lwy mające chronić restaurację Go-Rong, zamiast tego przyciągają różne duchy.
- Żółw (Turtle) – stary żółw przechadzający się przez wioskę. Często przesiaduje w Turtle Training Hall. Uwielbia kąpać się w świeżym soku Changa.

### Czarne charaktery
- Tobi – 14-letni ninja, nienawidzi Garu i stara się go pokonać za wszelką cenę. Często wygłasza zdania zawierające wyrażenia wskazujące na mądrość lub powołujące się na tradycję orientu. W walce używa zwykle dwóch katan, jest przywódcą amatorskiego oddziału ninja. Ignoruje zaloty Jing-Jing, lecz w jednym odcinku jest w niej zakochany i za sprawą strzały amora biorą razem ślub[6]. Na twarzy ma charakterystyczną bliznę w kształcie litery „X”, a na czole ochraniacz z napisem „XXX”.
- Klan Ninja – ninja pod dowództwem Tobiego. Są mało inteligentni, co jest powodem wielu komicznych sytuacji. Mają na czole ochraniacz z napisem „X”.
- Muji – czarny charakter nieposiadający konkretnego wroga. Ma obsesję na punkcie swoich wąsów, którymi potrafi z powodzeniem posłużyć się podczas walki. Stoi na czele armii zombie.
- Doga – potężny czarnoksiężnik, który nie lubi, kiedy ktoś zagradza mu drogę lub każe czekać. Pojawia się w niektórych odcinkach[7].
- Włóczęgi – niezbyt szkodliwa trójka oszustów włócząca się po okolicy:
  - Binngure – klaun wyrzucony z cyrku za to, że nie chciał się śmiać.
  - Jumong – magik i szaman.
  - Jing-Jing – dowódczyni gangu włóczęg i żona Tobiego.
- Ring-Ring – piękna, ale narcystyczna dziewczyna widząca w Pucce swoją rywalkę. Kiedy traci nad sobą kontrolę, czerwieni się i zaczyna krzyczeć. Używa wówczas swoich jasnoniebieskich włosów jako broni, które mogą stanowić problem nawet dla samej głównej bohaterki. Z zawodu jest śpiewaczką operową. Obiekt westchnień Da-Da, sama kocha się zaś w Garu (mniej niż Pucca).
- Klan Kotów – koci klan sprawiający wiele kłopotów w wiosce. Próbują imponować Yani, choć ona nie zwraca na nich uwagi. Często wdają się w bójkę z Mio.
  - Brutus — Posiada białe futro z czarnymi plamami i małe żółte oczy. Nosi również ryżowy kapelusz.
  - Socrates — Ma pomarańczowe futro z zawijasami nad żółtymi oczami.
  - Napoleon — Ma kremowy kolor i opadające żółte oczy.

## Odcinki
- Premiery w Polsce:
  - 24 mini odcinków – 9 stycznia 2006 roku,
  - I seria (odcinki 1-13) – 5 lutego 2007 roku,
  - I seria (odcinki 14-26) – 4 czerwca 2007 roku,
  - II seria (odcinki 27-39) – 7 lipca 2008 roku.
- W polskiej wersji nie zostały wyemitowane odcinki 8b, 20b, 20c i 21c.

### Spis odcinków
| l.p.           | Polski tytuł                              | Angielski tytuł            |
| -------------- | ----------------------------------------- | -------------------------- |
|                |                                           |                            |
| SERIA PIERWSZA |                                           |                            |
|                |                                           |                            |
| 01             | Wulkan miłości                            | Funny Love Eruption        |
| 01             | Makaron długi jak równik                  | Noodle Round The World     |
| 01             | Ping Pong                                 | Ping Pong Pucca            |
|                |                                           |                            |
| 02             | Potęga Won                                | A Force Of Won             |
| 02             | Kucharski kryzys                          | Chef Slump                 |
| 02             | Dom zguby                                 | House Of Doom              |
|                |                                           |                            |
| 03             | Przeklęty krawat                          | The Cursed Tie             |
| 03             | Ptasia grypa                              | Chicken Spots              |
| 03             | Moc kwiatów                               | Flower Power               |
|                |                                           |                            |
| 04             | Kocia zabawa                              | Cat Toy                    |
| 04             | Podniebny ninja                           | Let’s Go Fly A Ninja       |
| 04             | Przeminęło z makaronem                    | Gone With The Noodles      |
|                |                                           |                            |
| 05             | Dorwać kościotrupa                        | Them Bones                 |
| 05             | Pocałunek ducha                           | Ghost of a Kiss            |
| 05             | Co się stało z Ching?                     | The Usual Ching            |
|                |                                           |                            |
| 06             | Skarb wygodnej kanapy                     | Treasure Of The Comfy Sofa |
| 06             | Śniegowi ninja                            | Snow Ninjas                |
| 06             | Trzask, prask, urodziny                   | Slam Bam Birthday Bash     |
|                |                                           |                            |
| 07             | Ostateczne starcie                        | The Sooga Showdown         |
| 07             | Nocne zakupy                              | Scenes From A Maul         |
| 07             | Z głębin                                  | Up From The Depths         |
|                |                                           |                            |
| 08             | We śnie                                   | Dream On                   |
| 08             | Armour Plated Love                        |                            |
| 08             | Porwanie                                  | Catnapped!                 |
|                |                                           |                            |
| 09             | Niewidzalne kłopoty                       | Invisible Trouble          |
| 09             | Ninja pod wysokim napięciem               | High Voltage Ninja         |
| 09             | Ptaszki w klatce                          | Ninjail Birds              |
|                |                                           |                            |
| 10             | Czas na zemstę                            | Tis the Season for Revenge |
| 10             | Zorza Polarna                             | Northern Lights Out        |
| 10             | Drugie wcielenie Santy                    | Secret Santa               |
|                |                                           |                            |
| 11             | Western Ninja                             | Rootin’ Tootin’ Ninjas     |
| 11             | Specjalna dostawa                         | Special Delivery           |
| 11             | Ninjitsu dla głąbów                       | Ninjitsu For Dummies       |
|                |                                           |                            |
| 12             | Stracona twarz                            | Misplaced Face             |
| 12             | Szwajcarski pocałunek                     | Swiss Kiss                 |
| 12             | Wielkie bum                               | Big Top Bang Bang          |
|                |                                           |                            |
| 13             | Nowy Rok odwołany                         | No Year’s Eve              |
| 13             | Gwiezdne wojny                            | Noodle to the Stars        |
| 13             | Przyjęcie                                 | Ring Ring’s Party Favours  |
|                |                                           |                            |
| 14             | Ninjozaur                                 | Ninjasaurus                |
| 14             | Pechowe ciasteczka                        | Unfortunate Cookies        |
| 14             | Po cienkim lodzie                         | On Thin Ice                |
|                |                                           |                            |
| 15             | Poranny zamęt                             | Matinee Mayhem             |
| 15             | Rodzinna kłótnia                          | Feud Fight                 |
| 15             | Tańcz Pucca, tańcz                        | Dance Pucca Dance          |
|                |                                           |                            |
| 16             | Zła miłość                                | Evil Love                  |
| 16             | Wymarzony Chłopak                         | A Better Boyfriend         |
| 16             | Książę nie z bajki                        | Prince Not So Charming     |
|                |                                           |                            |
| 17             | Nogi do góry                              | A Leg Up                   |
| 17             | Bezkoszulkowy mściciel                    | The Shirtless Avenger      |
| 17             | Ninja surferzy                            | Ninja Surf                 |
|                |                                           |                            |
| 18             | A kapela dalej gra                        | And the Band Played Rong   |
| 18             | Nocne kłopoty Tobiego                     | Tobe’s Nighttime Troubles  |
| 18             | Randki i kluski                           | Datin’ and Dumplins        |
|                |                                           |                            |
| 19             | (?)Ah, dzwony!                            | Oh the Bells!              |
| 19             | Drwal                                     | Lumberjacked               |
| 19             | Autograf                                  | Autograph This!            |
|                |                                           |                            |
| 20             | Domek na drzewie                          | Man of the Tree House      |
| 20             | Spainful                                  |                            |
| 20             | Romantyczny klon                          | Romancing the Clone        |
|                |                                           |                            |
| 21             | Podroż do Tokio                           | Tokyo A Go-Go              |
| 21             | Licencja Ninji                            | Ninja License              |
| 21             | Poczwórny Alarm Pożarowy                  | Four-Alarm Fire            |
|                |                                           |                            |
| 22             | Modelki                                   | The Ring Ring Touch        |
| 22             | Garu z dżungli                            | Garu of the Jungle         |
| 22             | Luz Blues                                 | Peace Out                  |
|                |                                           |                            |
| 23             | Tyci, tyci wróg                           | Itsy Bitsy Enemy Within    |
| 23             | Puccahontas                               | Puccahontas                |
| 23             | Powiększ swój zestaw                      | Sooga Size Me              |
|                |                                           |                            |
| 24             | Miss wioski Sooga                         | Little Miss Sooga          |
| 24             | Garu – złoty medalista                    | Gold Medal Garu            |
| 24             | Kocie szczepienie                         | Cat Scratch Fever          |
|                |                                           |                            |
| 25             | Garu w Australii                          | Garu Down Under            |
| 25             | Wełniany wojownik                         | Woolen Warrior             |
| 25             | Czas na golenie                           | A Close Shave              |
|                |                                           |                            |
| 26             | Bąbelkowy przystojniak                    | Soap Opera                 |
| 26             | Pociąg do kłopotów                        | The Choo Choo Trouble      |
| 26             | Pucca Holenderka                          | Pucca Goes Dutch           |
|                |                                           |                            |
| SERIA DRUGA    |                                           |                            |
|                |                                           |                            |
| 27             | Puccapatra                                | Puccapatra                 |
| 27             | Zakazano                                  | Knock It Off               |
| 27             | Proces furii                              | Trial by Fury              |
|                |                                           |                            |
| 28             | Niezatapialna Pucca                       | Unsinkable Pucca           |
| 28             | Znów ten dzień                            | Break My Day               |
| 28             | Samba zguby                               | Samba of Doom              |
|                |                                           |                            |
| 29             | Podwodna bajka Pucci                      | Pucca’s Fishy Tale         |
| 29             | Niezwyciężona zemsta                      | Invincible Vengeance       |
| 29             | Smok artysta                              | Dragon Player              |
|                |                                           |                            |
| 30             | Pałeczkowy problem                        | Chop Chewie                |
| 30             | Pomywaczus                                | Janitaurus                 |
| 30             | Zatrzymać Yang                            | Stop That Yang             |
|                |                                           |                            |
| 31             | Poskromienie kreskówki                    | Tame That Toon             |
| 31             | Abra Ca Pucca                             | Abra Ca Pucca              |
| 31             | Ach, ten Loo                              | Skip to My Loo             |
|                |                                           |                            |
| 32             | Wyspa w korku                             | Monster Truck Island       |
| 32             | Astralny chłopiec i niezwykła dziewczynka | Astral Boy & Dream Girl    |
| 32             | Nieproszona sąsiadka                      | Hex Door Neighbor          |
|                |                                           |                            |
| 33             | Porwanie                                  | Chef-Napped!               |
|                |                                           |                            |
| 34             | Wejście Smoczynek                         | Enter the Dragon Girls     |
| 34             | Majako-grypa                              | Hot and Bothered           |
| 34             | Bracia syjamscy                           | Stuck on Goo               |
|                |                                           |                            |
| 35             | Hura, to Bollywood                        | Hooray for Bollywood       |
| 35             | Nie kocha mnie                            | He Loves Me Not            |
| 35             | Czworo oczu, dwa mózgi                    | 4 Eyes – 2 Minds           |
|                |                                           |                            |
| 36             | Amerykański sen                           | Ching It On                |
| 36             | Wyrzuceni z roboty                        | Striking Out               |
| 36             | Poszukiwacze zaginionej fiolki            | Tomb It May Concern        |
|                |                                           |                            |
| 37             | Boski Abyo                                | Fab Abyo                   |
| 37             | Narzeczona Mujiego                        | The Bride of Muji          |
| 37             | Pucco-pełnia                              | Full Moon Pucca            |
|                |                                           |                            |
| 38             | Co dwie Ring Ring To nie jedna            | It’s a Ring Ring Thing     |
| 38             | (?)Brzęczące Puszki                       | Jingle Cans                |
| 38             | Garu Hood                                 | Garu Hood                  |
|                |                                           |                            |
| 39             | Kukułkowa miłość                          | Cuckoo Love                |
| 39             | Atak typu ’AA’                            | Double ’A’ Attack          |
| 39             | Sooga Super Rangers                       | Sooga Super Squad          |
|                |                                           |                            |